# Recetor de estrogénio beta
Recetor de estrogénio beta (ERß), também denominado NR3A1 (recetor nuclear subfamília 3, grupo A, membro 1), é um dos dois principais tipos de recetores de estrogénio, um recetor nuclear que é ativado pela hormona estrogénio. Nos seres humanos, o ERß é codificado pelo gene ESR1 (recetor de estrogénio 1).